# Dobrava Moldanová
Dobrava Moldanová (* 12. května 1936 Kladno), rozená Benešová, je česká univerzitní profesorka dějin české literatury, působící na katedře bohemistiky Pedagogické fakulty Univerzity Jana Evangelisty Purkyně v Ústí nad Labem. V letech 1992–1995 byla na tamní fakultě proděkankou pro vědu a zahraniční styky, 1994–2007 byla vedoucí katedry bohemistiky, v letech 1995–2001 pak děkankou téže fakulty.
Je členkou vědeckých rad Univerzity Jana Evangelisty Purkyně, Pedagogické fakulty Univerzity Jana Evangelisty Purkyně, Pedagogické fakulty Univerzity Karlovy, Pedagogické fakulty Technické univerzity v Liberci; členkou oborové rady doktorského studia teorie a dějiny české literatury Filozofické fakulty Ostravské univerzity v Ostravě; členkou habilitačních komisí, komisí pro jmenování profesorem; členkou redakční rady mezinárodního vědeckého časopisu Bohemistyka (Polsko); členkou Obce spisovatelů, PEN klubu, Společnosti Franze Kafky; byla členkou komise pro udělení Státní ceny za literaturu 1999.
Oblastí jejího odborného zájmu je česká próza 20. století a literatura psaná ženami, vedle toho se zabývá problematikou českých příjmení. Je autorkou 7 odborných knih a spoluautorkou více než 150 odborných studií, publikovaných ve vědeckých časopisech a sbornících v Česku i v zahraničí, editorkou 8 vědeckých sborníků a spoluautorkou několika kolektivních děl.

### Vlastní tituly
- Soupis novinek české beletrie 1959–1969 (1971)
- Božena Benešová (1976; monografie)
- Naše příjmení (1984, 2. rozšířené vydání 2004)
- Valja Stýblová (1985; monografie)
- Studie o české próze na přelomu století (1993 ISBN 80-7044-055-4)
- Česká literatura v období modernismu 1890–1918 (1996, 2. rozšířené vydání 1997 ISBN 80-7044-140-2)
- Česká literatura období avantgardy 1918–1945 (2002 ISBN 80-7044-453-3, reedice 2003, 2006)

### Spoluautorství
- Jiří Opelík, Rudolf Havel (eds.) – Slovník českých spisovatelů (1964; autorkou 18 hesel)
- Miloš Pohorský (ed.) – Rukověť dějin literatury – Učebnice pro III. ročník gymnázií (1972; autorkou 1/4 textu)
- Vladimír Forst (ed.) – Slovník českých spisovatelů 1970–1981 (1985; autorkou 30 hesel)
- Pavel Janoušek (ed.) – Slovník českých spisovatelů po roce 1945 (1995; autorkou 8 hesel)
- Patrick Hanks (ed.) – A Dictionaire of American Family Names 1–4 (Oxford University Press, New York, 2003; kapitola Czech Family Names – revize hesel věnovaných českým příjmením. ISBN 0-19-508137-4)